# Arrondissement de Huy
L'arrondissement de Huy est une ancienne subdivision administrative française du département de l'Ourthe créée 1800 et supprimée en 1814.

## Historique
Les arrondissements sont créés par la loi du 28 pluviôse an VIII (17 février 1800). La sous-préfecture du 3e arrondissement de l'Ourthe est attribuée à Huy par l'arrêté du 17 ventôse suivant.
C. Robinot-Varin en est le sous-préfet en 1802 et en 1804, M. Collomb-d'Arcine en 1813.
L'ensemble des unités administratives françaises de la Belgique est officiellement supprimé par le traité de Paris en mai 1814.
Ce territoire compose essentiellement l'actuel arrondissement administratif de Huy, en province de Liège. Avennes est dans celui de Waremme, Landen dans celui de Louvain (province du Brabant flamand).

## Composition
L'arrondissement comprenait initialement les cantons de Bodegnée, Burdines, Couthuin, Ferrières, Fraiture, Hannut, Huy, Landen, Pointillas et Villers-le-Temple (graphies du bulletin des lois). Il n'en contient plus que sept en 1804 : Avennes, Bodegnée, Ferrières, Héron, Huy, Landen et Nandrin.

## Liens
Organisation administrative de l'Empire dans l'almanach impérial pour l'année 1810